# Tréglamus
 Tréglamus  (en bretón Treglañviz) es una población y comuna francesa, situada en la región de Bretaña, departamento de Côtes-d'Armor, en el distrito de Guingamp y cantón de Belle-Isle-en-Terre.

## Demografía
| 840 | 757 | 715 | 763 | 795 | 836 |
| Para los censos de 1962 a 1999 la población legal corresponde a la población sin duplicidades (Fuente: INSEE [Consultar]) |     |     |     |     |     |